# Neoempheria brasiliensis
Neoempheria brasiliensis är en tvåvingeart som beskrevs av Coher 1959. Neoempheria brasiliensis ingår i släktet Neoempheria och familjen svampmyggor. Inga underarter finns listade i Catalogue of Life.